# Sinfonía n.º 54 (Haydn)

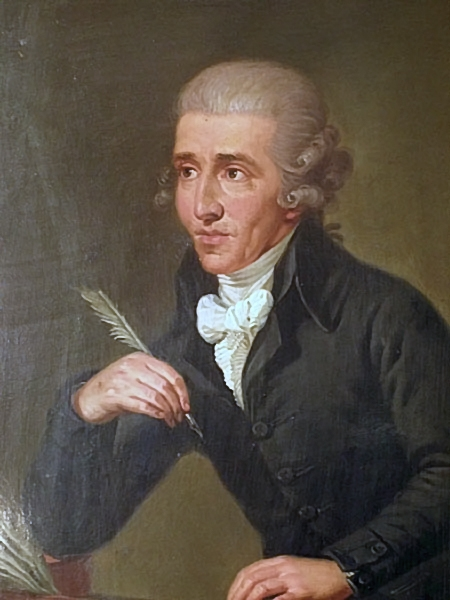
Haydn hacia 1770.

La Sinfonía n.º 54 en sol mayor, Hob. I:54 fue compuesta por Joseph Haydn en 1774.

## Historia
La producción sinfónica del maestro austríaco puede dividirse a grandes rasgos en tres bloques temporales: el primer bloque (1757-1761) se corresponde con su periodo al servicio del conde Carl von Morzin (n.º 1 - n.º 5); el segundo bloque en la corte Esterházy (1761-1790 pero con la última sinfonía para el público de Esterházy en 1781); y el tercer bloque (1782-1795) comprende las Sinfonías de París (n.º 82 - n.º 87) y las Sinfonías de Londres (n.º 93 - n.º 104). El 1 de mayo de 1761 el compositor firmó su contrato como vice-kapellmeister (más tarde kapellmeister) de la familia Esterházy, que nominalmente duró 48 años, hasta su muerte.
La composición de esta pieza se desarrolló en 1774. Se conserva el manuscrito autógrafo fechado en ese año.

## Instrumentación
La partitura cuenta con tres versiones:
1. La primera versión está orquestada para 2 oboes, 1 fagot, 2 trompas y cuerdas.
2. La segunda versión incluye además un segundo fagot y timbales.
3. La tercera versión, interpretada en Londres, es en la que Haydn añadió flautas y trompetas según H. C. Robbins Landon.

El conjunto al completo sería una orquesta formada por:
- Viento madera: 2 flautas, 2 oboes y 2 fagotes.
- Viento metal: 2 trompas y 2 trompetas.
- Percusión: timbales.
- Cuerda: una sección de cuerdas con 2 violines, viola, violonchelo y contrabajo.
- Teclado: clavecín como bajo continuo.

En aquella época se solía emplear un fagot para amplificar la voz del bajo, incluso sin una notación separada. En cuanto a la participación del clavecín como bajo continuo en las sinfonías de Haydn existen diversas opiniones entre los estudiosos: James Webster se sitúa en contra; Hartmut Haenchen a favor; Jamie James en su artículo para The New York Times presenta diferentes posiciones por parte de Roy Goodman, Christopher Hogwood, H. C. Robbins Landon y James Webster. A partir de 2019 la mayor parte de las orquestas con instrumentos modernos no utiliza el clavecín como continuo. No obstante, existen grabaciones con clavecín en el bajo continuo realizadas por: Trevor Pinnock (Sturm und Drang Symphonies, Archiv, 1989-1990); Nikolaus Harnoncourt (n.º 6–8, Das Alte Werk, 1990); Sigiswald Kuijken (incluidas las Sinfonías de París y Londres; Virgin, 1988-1995); Roy Goodman (Ej. n.º 1-25, 70-78, 82-87; Hyperion, 2002).

## Estructura y análisis
La sinfonía consta de cuatro movimientos:
- I. Adagio maestoso 3
4 – Presto, en sol mayor 2
2
- II. Adagio assai, en do mayor 3
4
- III. Menuet. Allegretto – Trio, en sol mayor 3
4
- IV. Finale. Presto, en sol mayor 4
4

La interpretación de esta obra dura aproximadamente entre 25 y 30 minutos. 

### I.Adagio maestoso– Presto
El primer movimiento, Adagio maestoso – Presto, está escrito en la tonalidad de sol mayor, en compás de 3/4 que en el Presto pasa a 2/2 y sigue la forma sonata. Se abre con una introducción lenta, marcada Adagio maestoso. Le sigue el movimiento propiamente dicho, marcado Presto, cuyo tema inicial aparece en octavas interpretadas por la primera trompa y el fagot con un acompañamiento de cuerdas. Es interesante dado que es el acompañamiento de cuerdas que aparece en el desarrollo. Aunque el movimiento no está considerado de manera formal o temática como uno de los memorables de Haydn, es notable por sus avances en orquestación al dotar de independencia al fagot de otras partes de bajo y por otras especializaciones en secciones, como el uso de los vientos para sostener armonías mientras los vientos tocan la melodía.

### II.Adagio assai
El segundo movimiento, Adagio assai, está en do mayor y en compás de 3/4. El movimiento lento es uno de los más memorables de Haydn. Está escrito en forma sonata y empieza con una sección marcada messa di voce y crece hasta llegar a una cadencia seguida por una cadenza de violín. En la recapitulación, esto se intensifica y la cadenza tiene una mayor duración, y se expande al ser tocada por dos violines en solo.

### III.Menuet. Allegretto– Trio
El tercer movimiento, Menuet. Allegretto – Trio, está en sol mayor y en compás de 3/4. 

### IV.Finale. Presto
El cuarto y último movimiento, Finale. Presto, retoma la tonalidad inicial y el compás es 4/4. 